# Nick Fullwell
Nick Fullwell (* 6. Juni 1969 in Wolverhampton) ist ein englischer Dartspieler, der aktuell bei der Professional Darts Corporation (PDC) aktiv ist.

## Karriere
Fullwell trat 2005 der PDC bei und verpasste dabei in seiner ersten Saison knapp die Qualifikation zum World Grand Prix. Anschließend tat sich Fullwell schwer, qualifizierte sich lange für kein Major-Turnier, auch die UK Open verpasste er. Erst 2007 konnte er mit einem Achtelfinale bei einem Players Championship in den Niederlanden wieder ein ansprechendes Ergebnis erzielen. 2009 gelang Fullwell dann die Qualifikation für seine erste Weltmeisterschaft, indem er unter anderem Richie Burnett bezwang. Beim Turnier selbst musste er sich letztlich Mark Dudbridge mit 2:3 in den Sätzen geschlagen geben.
In der Folge wurde es erst einmal ruhig um Fullwell. 2012 konnte er eine Tourkarte ergattern und spielte sich bei einem Players Championship ins Finale. Ende des Jahres 2013 verlor Fullwell die Karte aufgrund zu schwacher Leistungen wieder. Stattdessen zeigte er sein Können des Öfteren bei regionalen Turnieren, die er mitunter sogar gewann.
Später versuchte Fullwell sich auf der Challenge Tour und zeigte immer wieder auch gute Resultate. Ab 2018 nahm er vermehrt an Turnieren der World Darts Federation (WDF) und British Darts Organisation (BDO) teil. 2020 gelangte er so zur letzten BDO-Weltmeisterschaft und scheiterte in der ersten Hauptrunde knapp an David Evans.
2022 war er bei der Qualifying School erfolgreich und besaß für die kommenden Jahre wieder eine Tour Card. Folglich war er für die UK Open 2022 qualifiziert, wo er in der ersten Runde mit 4:6 gegen Ted Evetts verlor.
Durch eine Ausnahmeregelung konnte er trotz Tourkarte an der ersten WDF-Weltmeisterschaft teilnehmen. Der an Position elf gesetzte Fullwell schlug dabei in der ersten Runde Justin Thompson aus Australien mit 3:0, bevor er im Achtelfinale gegen den späteren Weltmeister Neil Duff mit 1:3 das Nachsehen hatte. Auf der PDC Pro Tour 2022 konnte Fullwell derweil kaum Erfolge erzielen. Meistens unterlag er bei den Players Championships in Runde eins. Dennoch wäre ihm beinahe die Qualifikation zur PDC-Weltmeisterschaft 2023 gelungen. Im letzten Spiel des Qualifikationsturniers unterlag er jedoch dem Kanadier Jeff Smith.
Auch 2023 durfte Fullwell noch an der Tour teilnehmen, gewann jedoch über das gesamte Jahr hinweg gerade mal vier Spiele. Bei seiner einzigen Major-Teilnahme des Jahres bei den UK Open 2023 unterlag er in der ersten Runde Luke Littler mit 0:6. Er nahm daraufhin nicht erneut am WM-Qualifier teil und musste seine Tour Card somit Ende 2023 abgeben. An der Q-School 2024 durfte er daraufhin ab der Final Stage teilnehmen. Am ersten Tag erspielte er sich dabei seinen ersten und einzigen Punkt für die Rangliste und gewann seine Tour Card somit nicht zurück.
Ende Februar 2025 erreichte Fullwell bei den Slovak Open das Finale, welches er jedoch mit 1:5 gegen Benjamin Pratnemer verlor.

## Weltmeisterschaftsresultate

### PDC
- 2009: 1. Runde (2:3-Niederlage gegen  Mark Dudbridge)

### BDO
- 2020: 1. Runde (2:3-Niederlage gegen  David Evans)

### WDF
- 2022: Achtelfinale (1:3-Niederlage gegen  Neil Duff)

## Titel

### PDC
- Secondary Tour Events
  - PDC Challenge Tour
    - PDC Challenge Tour 2016: 5
    - PDC Challenge Tour 2017: 18
    - PDC Challenge Tour 2019: 10

### Weitere
- England GP of Darts Coventry 2012
- England GP of Darts Leeds 2012
- LPKD Red Lion Erdington 2010 und 2011
- New Firs Champions League of Darts 2011
- Torremolinos Classic 2019
- West Midlands Open 2018
- Wolverhampton Darts KO 2009